# Правова система Румунії
Правова система Румунії — правова система континентальної правової сім'ї.
Основний закон Румунії — Конституція, яка була прийнята в грудні 1991 року і переглянута
в жовтні 2003 року. 
Румунська судова система була реформована на початку 2010-х років з
введенням чотирьох нових кодексів: Цивільного кодексу (2011), Цивільно-процесуального
кодексу (2013), Кримінального кодексу та Кримінально-процесуального кодексу (2014).
Чинний Цивільний кодекс Румунії набув чинності 1 жовтня 2011 року, замінивши старий Цивільний кодекс 1864 р, Торговий кодекс 1887 року і Сімейний кодекс 1953 року.
Попередній цивільний кодекс набрав чинності 1 грудня 1865, і в нього були внесені численні
поправки протягом багатьох років. Він був знову опублікований, в зміненому вигляді, в
1993 році під назвою CODUL CIVIL.
Кримінальне право в Румунії зосереджено у Кримінальному кодексі Румунії, який набув чинності 1 лютого 2014 року.